# Jung Chang
Jung Chang (chin. upr. 张戎, chin. trad. 張戎; pinyin Zhāng Róng; ur. 25 marca 1952 w Yibin) – brytyjska pisarka chińskiego pochodzenia. Światową sławę przyniosła jej autobiograficzna powieść Dzikie łabędzie: Trzy córy Chin, wydana w łącznym nakładzie ponad 10 milionów egzemplarzy. Wspólnie z mężem, brytyjskim historykiem Jonem Hallidayem, napisała kontrowersyjną biografię Mao Zedonga. Książka ta spotkała się z ostrą krytyką, zarzuca się jej nierzetelne, skrajnie nieobiektywne i emocjonalne ujęcie tematu.

## Życiorys
Chang urodziła się w rodzinie chińskich komunistów. Jej ojciec był wysokim funkcjonariuszem Komunistycznej Partii Chin, a matka urzędniczką administracji państwej. Pisarka wychowała się w zamkniętym osiedlu dla nomenklatury. W okresie rewolucji kulturalnej jej ojciec popadł w niełaskę i oboje rodzice trafili do obozów. Sama Chang, wychowana w kulcie Mao, przyłączyła się początkowo do Czerwonej Gwardii, jednak po zesłaniu do pracy na wieś pod wpływem nowych doświadczeń zaczęła oddalać się od wpojonej jej w dzieciństwie ideologii. Po powrocie do rodzinnego miasta podjęła pracę jako elektryk, a następnie rozpoczęła studia anglistyczne na Uniwersytecie Syczuańskim w Chengdu. Kiedy Chiny po śmierci Mao zaczęły powoli otwierać się na świat, złożyła aplikację o jedno z pierwszych stypendiów zagranicznych i w 1978 wyjechała na studia językoznawcze do Wielkiej Brytanii. W roku 1982 jako pierwsza osoba pochodząca z Chińskiej Republiki Ludowej uzyskała stopień doktora (Ph.D.) brytyjskiego uniwersytetu. Posiada doktoraty honorowe uniwersytetów Buckingham, York, Warwick oraz Open University. Obecnie Jung Chang mieszka w Londynie.

## Książki
- Madame Sun Yat-Sen: Soong Ching-Ling, 1986.
- Dzikie Łabędzie. Trzy córy Chin, 2000 (ang. Wild Swans. Three Daughters of China, 1992) – powieść autobiograficzna opisująca życie Chang, jej matki i babki. W losach bohaterek odzwierciedla się historia najnowsza Chin od schyłku cesarstwa do końca lat siedemdziesiątych XX wieku.
- Mao, 2007 (ang. Mao. The Unknown Story, 2005) – biografia Mao Zedonga.
- Cesarzowa wdowa Cixi. Konkubina która stworzyła współczesne Chiny, Znak, 2015 (ang. Empress Dowager Cixi: The Concubine Who Launched Modern China).